# Cratere Mellit
Mellit  è un cratere sulla superficie di Marte.